# Linienschwärmer

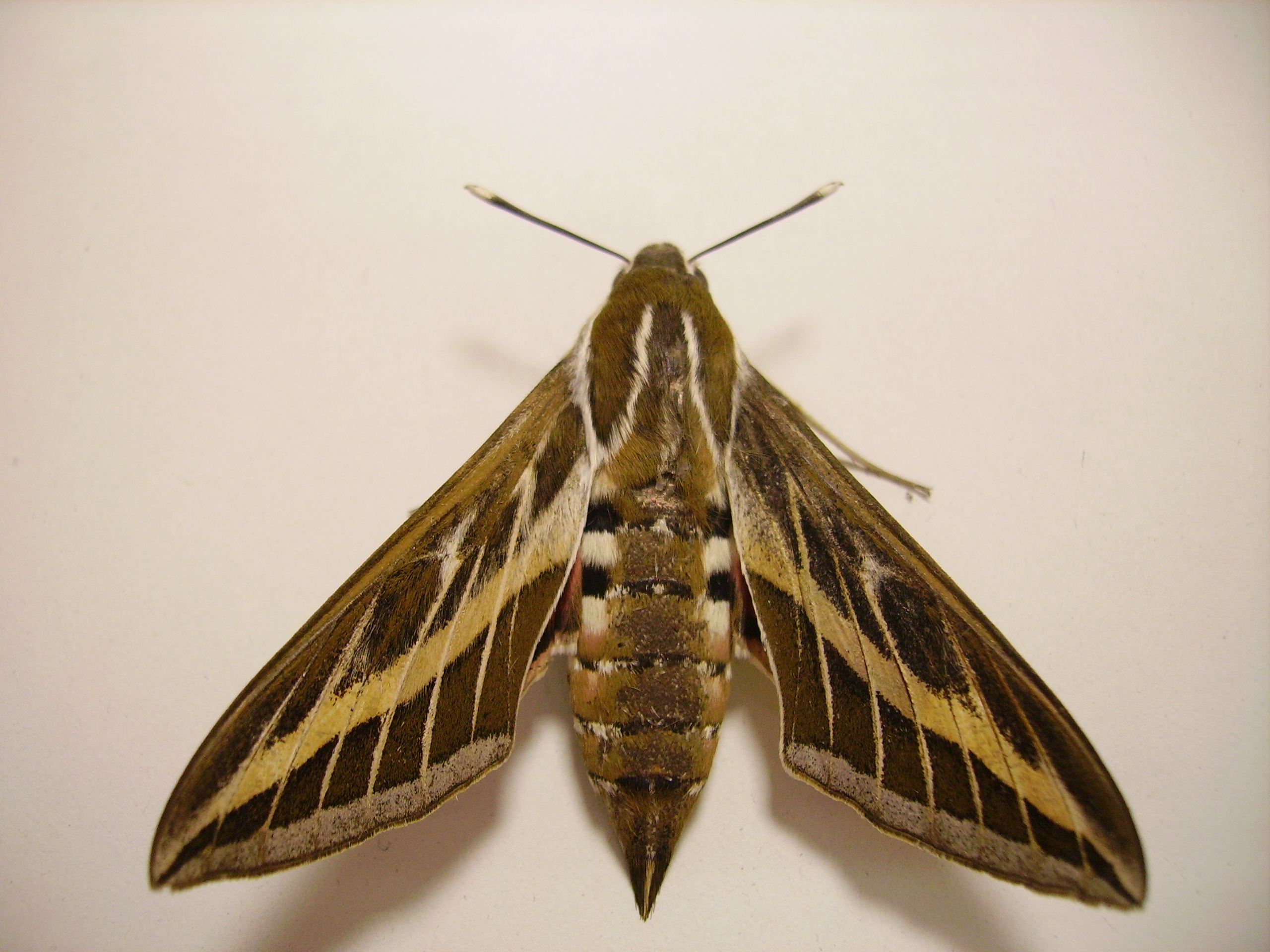
Weiblicher Linienschwärmer aus Sevilla, Spanien

Der Linienschwärmer (Hyles livornica) ist ein Schmetterling (Nachtfalter) aus der Familie der Schwärmer (Sphingidae), der vorwiegend in den altweltlichen Tropen und Subtropen beheimatet ist. Er fliegt als Wanderfalter auch nach Europa ein, bleibt hier aber abgesehen von vereinzelten Jahren mit Massenauftreten sehr selten. Das Artepitheton livornica bezieht sich auf die Stadt Livorno, wo das erstbeschriebene Exemplar gefunden wurde, ihren deutschen Namen erhielt die Art auf Grund der auffälligen weißen Flügeladern auf den Vorderflügeln.
Dieses Merkmal teilt sie mit dem in Amerika verbreiteten Hyles lineata, der daher ebenso als Linienschwärmer bezeichnet wird. Lange Zeit wurde Hyles livornica als Unterart des amerikanischen Falters gesehen. Erst im späten 20. Jahrhundert setzte sich die Auffassung durch, dass es sich um zwei unterschiedliche Arten handelt. Die nunmehr vorliegenden mtDNA-Untersuchungen zeigen, dass die sehr ähnlichen Arten innerhalb der Gattung Hyles nicht näher miteinander verwandt sind.

## Merkmale

### Falter
Die Falter sind in ihrer Größe sehr variabel und haben im Westen des Verbreitungsgebietes eine Flügelspannweite von 46 bis 85 Millimetern, die maximale Spannweite im Osten des Verbreitungsgebietes ist mit 90 Millimetern noch geringfügig größer. Männchen sind etwas kleiner als Weibchen; Reinhardt und Harz geben für Männchen 46 bis 80 und für Weibchen 67 bis 85 Millimeter Spannweite an. Ihr Aussehen ist abgesehen von der Intensität ihrer Färbung und dem Grad ihrer Musterung sehr einheitlich. Die Flügel und der Körper der Tiere sind überwiegend olivbraun gefärbt. Die Vorderflügel sind olivbraun mit hellerem Vorderrand und einem schwach gewellten Längsstreifen, der am Hinterrand nahe der Flügelwurzel als breiter weißer Streifen beginnt, dann gelblich wird und schließlich allmählich schmaler werdend bis in den Apex verläuft, wo er seine Farbe wieder zu weißlichgrau ändert. Das schmale Saumfeld ist grau bis bräunlichgrau, der Flügelinnenrand ist basal schwärzlich, daran angrenzend befindet sich ein weißer Fleck. Die weißlichen bis gelblichen Flügeladern kontrastieren auffällig mit der Grundfarbe. Auf den Vorderflügeln befindet sich ein sehr feiner, punktförmiger schwarzer, weißlich umrandeter Diskalfleck, der jedoch nicht immer ausgebildet ist. Die Hinterflügel sind rosarot mit schwarzer Basis und einer gleich bleibend breiten schwarzen Saumbinde, die Fransen sind weiß. Am Flügelinnenrand sitzt ein weißer Fleck, der an den rosaroten Bereich angrenzt. Individuen aus dem Osten des Verbreitungsgebietes sind dunkler gefärbt als jene aus Zentralasien und Afrika. In der südlichen Sahara findet man kleinwüchsige, blass gefärbte Tiere, die als forma saharae bezeichnet werden.
Der Kopf und der Rücken des Thorax sind olivbraun, der Thorax ist mit weißen Seitenstreifen und weiß gerandeten Schulterdecken (Tegulae) versehen. Der olivbraune Hinterleib weist schwarz-weiße Segmenteinschnitte auf; die ersten beiden Segmente tragen große schwarze und weiße Seitenflecken. Die Fühler sind dunkel olivbraun und haben eine weiße Spitze. Sie werden bei den Männchen 8,5 bis 14, bei den Weibchen 9,5 bis 11 Millimeter lang. Die Weibchen haben Fühler mit nahezu rundem, unterseits leicht abgeflachtem Querschnitt, welche von muschelförmigen Strukturen bedeckt sind. Die Männchen haben Fühler mit oberseits halbkreisförmigem Querschnitt, welche jedoch zur Unterseite hin spitz ausgewölbt sind. Die Oberseite ist beschuppt, die Seiten der ausgewölbten Unterseite tragen dichte Haarbüschel, die aller Wahrscheinlichkeit nach als Rezeptoren für Pheromone dienen.

### Ei

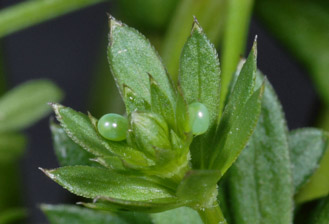
Eier des Linienschwärmers an Labkraut

Die Eier des Linienschwärmers sind blassgrün und leicht oval geformt. Sie sind mit 1,1 mal 1,0 Millimetern Größe sehr klein im Verhältnis zur Größe des Falters.

### Raupe
Die Raupen erreichen eine Körperlänge von 65 bis 80 Millimetern. Sie sind nach dem Schlupf drei bis vier Millimeter lang, haben eine gelblich- bis weißlich-grüne Körperfärbung mit schwarzem Kopf, Thorakalbeinen und ebenso gefärbtem, kurzem Analhorn. Nach Beginn der Nahrungsaufnahme verfärbt sich der Körper grau- bzw. olivgrün. Ab diesem Zeitpunkt sind bereits die beidseits des Rückens verlaufenden, hellen Längslinien zu erkennen.
Ab dem zweiten Raupenstadium treten die Raupen in zwei Grundfarben, olivgrün oder schwarz, auf, wobei es gelegentlich auch Individuen gibt, die graugrün gefärbt sind. Ab diesem Stadium besitzen die Raupen bereits ihre endgültige Musterung, die mit jeder weiteren Häutung deutlicher hervortritt. Am Rücken (dorsal) verläuft eine angedeutete gelbgrüne Längslinie. Auffallend sind die beidseits des Rückens (subdorsal) verlaufenden, gelb gefärbten und unter den Stigmen (infrastigmatal) verlaufenden gelb bis fast orange gefärbten Längslinien. Die später auftretenden Augenflecken sind auf der Subdorsallinie als verbreiterte gelbe Flecken gut erkennbar. Der Körper ist insbesondere zwischen den beiden Längslinien fein weiß punktiert, der Kopf hat die Körpergrundfarbe.

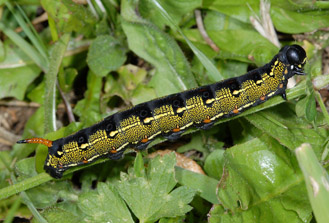
Raupe im letzten Stadium

Nach der zweiten Häutung treten weiterhin schwarz und grün gefärbte Raupen auf, das Analhorn ist einfarbig schwarz. Die weißliche Punktierung des Körpers tritt stärker hervor und kann manche Exemplare dadurch auch grau wirken lassen. Die Färbung und Intensität der Rückenlinie ist variabel, das Spektrum reicht von einer fast fehlenden undeutlichen Zeichnung bis zu einer deutlichen kräftigen Gelbfärbung. Bei grün gefärbten Raupen kann die Rückenlinie nahezu weiß ausgebildet sein. Die Subdorsallinien sind hellgelb, die Augenflecken sind deutlich gelb erkennbar und schwarz umrandet, da in diesem Bereich die weißliche Punktierung fehlt. Die Infrastigmatallinien sind gelb.
Im vierten Raupenstadium haben die vormals grün gefärbten Tiere ebenfalls eine schwarze Grundfarbe, Kopf, Bauch- und Thorakalbeine sind einfarbig schwarz. Die Punktierung ist gelb. Die Dorsallinie fehlt häufig; falls vorhanden ist sie gelblich bis orange oder rot gefärbt. Die Subdorsalen fehlen ebenso häufig, sind jedoch gelegentlich als gelbe Fleckenlinie oder als breite durchgehende gelbe Linie ausgebildet. Die Augenflecke sind gelb und haben gelegentlich einen orangen Farbstich. Das schwarze Analhorn besitzt nun eine orange Basis.
Im fünften und letzten Raupenstadium sind die Raupen nach der Häutung etwa 36 Millimeter lang und entwickeln sich bis zur Verpuppung zu ihrer eingangs beschriebenen Länge. Ihre Färbung ist in diesem Stadium sehr variabel. Die Grundfarbe ist schwarz, die Punktierung ist gelb und häufig sehr dominant. Der Rücken ist meist schwarz und hat oft sattelartige Ausbuchtungen auf jedem Segment, wobei dieser gesamte Bereich nicht punktiert ist. Die Rückenlinie ist gelblich, gelegentlich auch rosa gefärbt und verläuft ab dem dritten Segment bis zur Basis des Analhorns. Die Infrastigmatallinien sind weißlich und blassrosa oder als gelbe bzw. meist orange Reihen von Flecken ausgebildet. Das Analhorn ist gelborange bis rötlich-rosa gefärbt, mit schwarzer Spitze und hat eine rau gekörnte Oberfläche. Es ist nahezu gerade, verjüngt sich gleichmäßig kegelförmig und endet in einer abgestumpften Spitze. Der Kopf und der sattelartige Bereich am Rücken des zweiten Körpersegments sind schwarz oder rosa gefärbt. Die gelblichen, manchmal mittig rosa gefärbten und schwarz umrandeten Augenflecken sind auf dem vierten bis 11. Segment rund, auf dem 12. birnenförmig und auf dem 13. Segment in zwei separate Flecken getrennt. Gelegentlich findet sich anstelle dieser Augenflecken nur ein gelber Längsstreifen. Die Beine und der Nachschieber sind schwarz, die Bauchbeine sind rosa und besitzen schwarze Hakenkränze. Die Bauchseite der Raupen ist glanzlos rosa gefärbt, die Stigmen sind weiß. Es gibt Individuen, bei denen die Rückenlinie, die Infrastigmatallinien und die Augenflecken orangerot gefärbt sind; andere besitzen grün gefärbte Längsstreifen, sind ausgedehnt schwarz gefärbt oder haben eine violett gefärbte Bauchseite. Aus Nordafrika sind blass-apfelgrüne Formen mit gelber Punktierung und Augenflecken bekannt.

### Puppe
Die Puppe ist 30 bis 45 Millimeter lang und hat eine glanzlose, leicht körnig strukturierte Oberfläche. Sie ist variabel braun gefärbt, kann jedoch auch gelblich oder sogar durchscheinend sein. Sie ist langgestreckter und schlanker als die Puppen der meisten Arten der Gattung Hyles. Der Kremaster, der wie die letzten Hinterleibssegmente dunkler braun gefärbt ist als die restliche Oberfläche der Puppe, endet in einer kurzen dünnen Spitze, die erst bei starker Vergrößerung als aus zwei kurzen Spitzen bestehend erkennbar wird.

### Ähnliche Arten

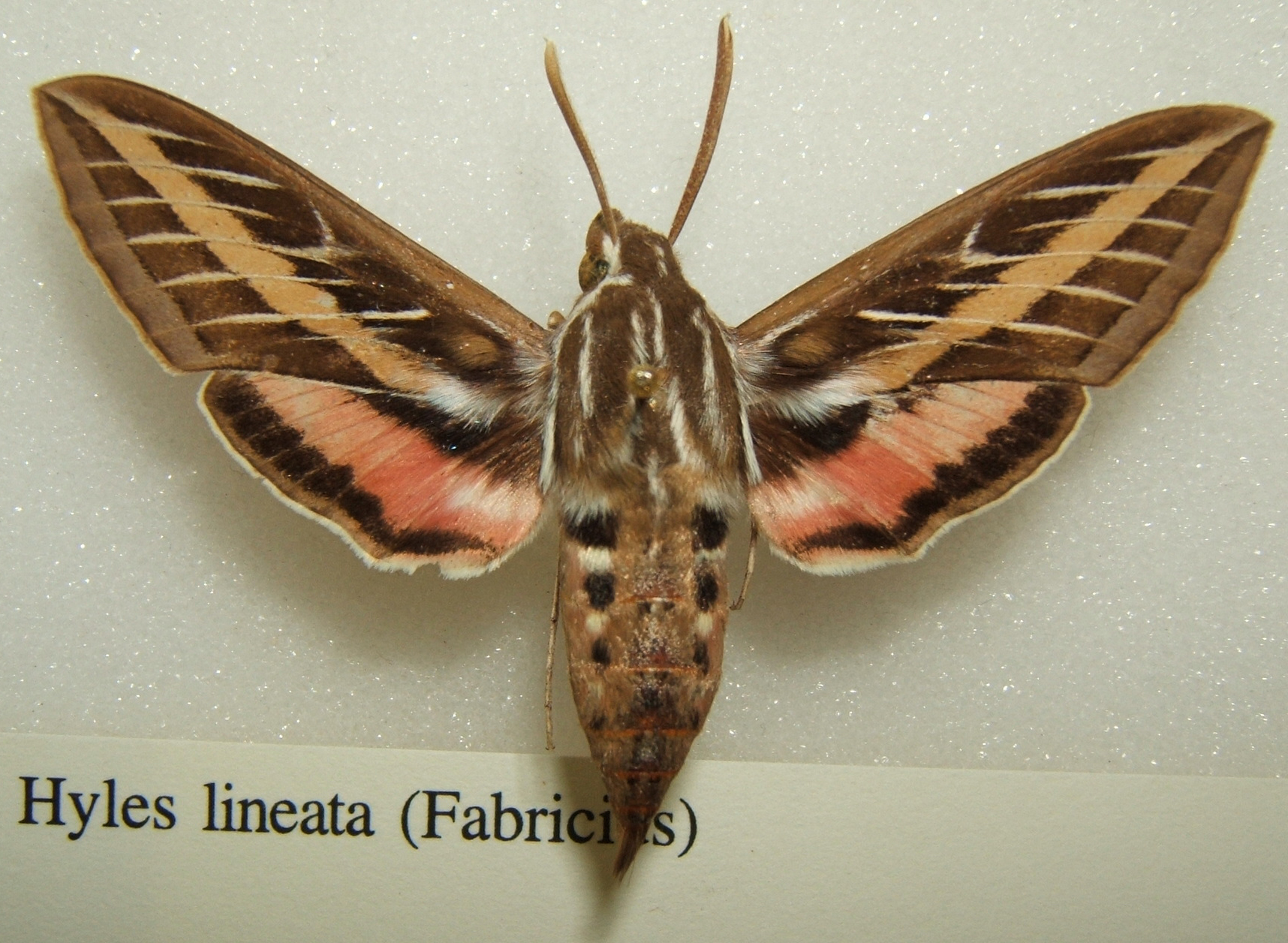
Präparat des sehr ähnlichen Hyles lineata

Die Art kann auf den ersten Blick mit mehreren Arten der Gattung Hyles, wie beispielsweise dem Hyles dahlii oder Hyles tithymali verwechselt werden, ist aber anhand ihrer hell gefärbten Flügeladern auf den Vorderflügeln gut zu unterscheiden. Die australisch verbreitete Art Hyles livornicoides sowie die amerikanisch verbreitete Art Hyles lineata sehen dem Linienschwärmer wegen ihrer ebenso gefärbten Flügeladern sehr ähnlich. Weibchen von Hyles lineata haben jedoch auf der Oberseite vollständig weißlich gefärbte Fühler, bei den Männchen sind sie gelblichbraun. Hinter dem Kopf in der Mitte des Prothorax befindet sich bei ihnen ein weißer Längsstreifen und je ein weiterer, sehr feiner Mittelstreifen auf den Tegulae. Am Hinterleib befinden sich nicht zwei, sondern beidseits vier bis fünf schwarze Flecken, die zum Hinterleibsende hin gleichmäßig kleiner werden. Auch fehlt Hyles lineata der punktförmige schwarze Diskalfleck auf den Vorderflügeln, wobei dies kein sicheres Unterscheidungsmerkmal ist, da es auch Individuen von Hyles livornica gibt, denen dieser fehlt. Hyles livornicoides lässt sich ebenfalls anhand der gleichmäßig gefärbten Fühler vom Linienschwärmer unterscheiden.

## Verbreitung und Lebensraum

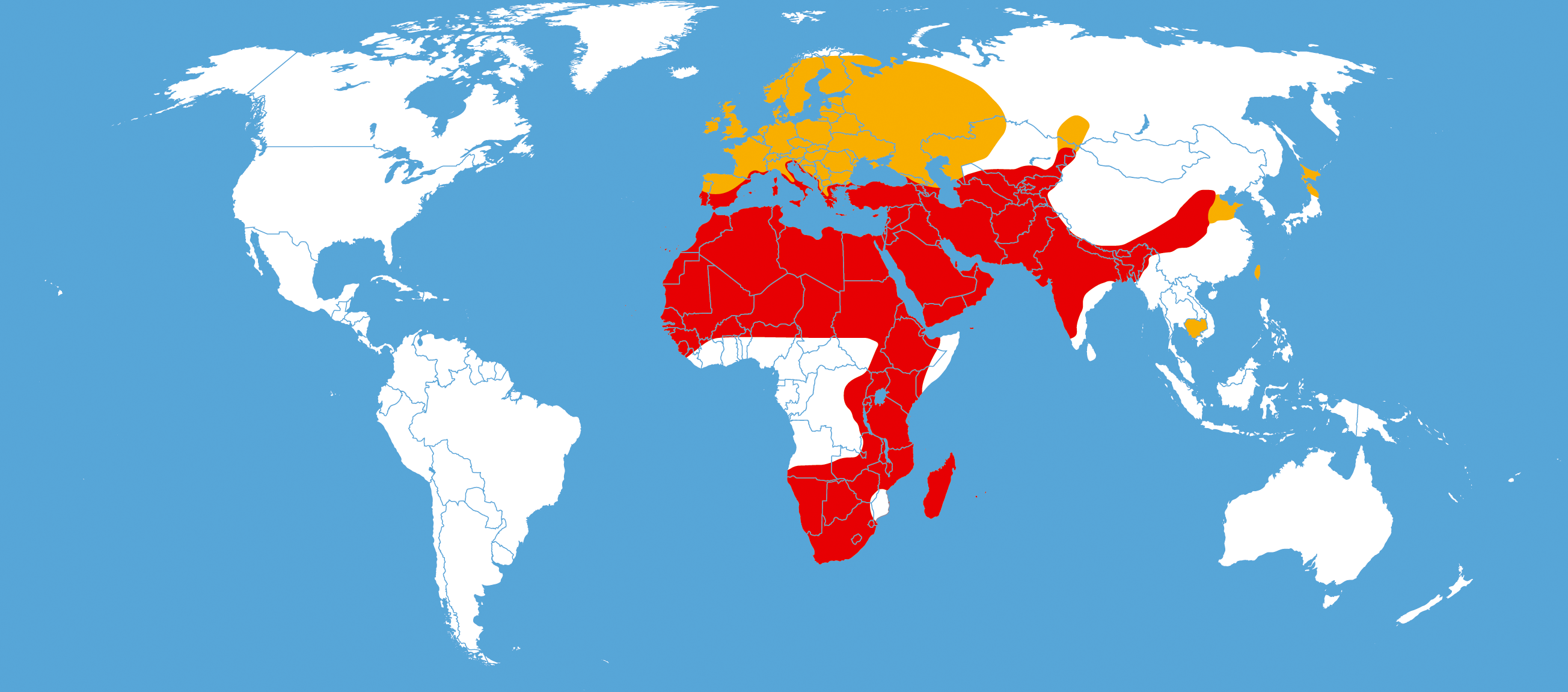
Verbreitungsgebiete von Hyles livornica. Rot: permanent besiedelt; Orange: In den Sommermonaten Besiedlung bekannt.

### Gesamtverbreitung
Der Linienschwärmer ist in den altweltlichen Tropen und Subtropen verbreitet und kommt von Afrika über Südeuropa, den Nahen Osten, Zentralasien, Sibirien, den Süden Indiens und China vor. Besonders häufig findet man die Art in der äthiopischen Region, auf der Arabischen Halbinsel und der Insel Sokotra. Sie ist auch in Nordafrika und auf den Kanarischen Inseln häufig.
In Europa kommt die Art nur an den Küsten des Mittelmeers und auf den mediterranen Inseln sowie auf Madeira und den Kanarischen Inseln dauerhaft vor. Sie fliegt jedoch gelegentlich im Sommer als Wanderfalter weiter nördlich ein und kann dabei auch weit nach Skandinavien vordringen. Im Norden ist sie aber ein sehr seltener Gast und kommt auch in Mitteleuropa nur sehr spärlich vor. Die Art ist im Sommer aus Asien auch aus Nowosibirsk (Bolotnoje), einigen Provinzen Chinas, Taiwan, Japan, einschließlich Okinawa sowie durch einen einzelnen Fund bei Chiang Mai in Thailand bekannt.

### Lebensraum
Linienschwärmer besiedeln unterschiedlichste Offenlandhabitate mit spärlichem Baum- und Strauchbewuchs, von Halbwüsten, Steppen und Savannen bis zu Oasen, Felsfluren, Trockenhängen, Stränden, offenem Buschwald, Staudenfluren, Ruderalflächen, Weinbergen und Gärten. Man findet sie auch im Hochgebirge, so wurde die Art in Nepal in über 4000 Meter und in Tibet bis 3900 Meter Seehöhe nachgewiesen.

## Lebensweise
Die sehr aktiven Imagines sind vor allem abends, knapp vor und während der Dämmerung zwischen 20:00 und 21:30 Uhr aktiv, sie fliegen jedoch während ihrer Wanderflüge auch morgens und tagsüber bei Sonnenschein. Nachts fliegen sie gerne Lichtquellen an.
Die Tiere werden besonders von süßlich duftenden Blüten stark angezogen. Sie sind bei der Nektarsuche nicht wählerisch und wurden unter anderem an Heckenkirschen (Lonicera), Seifenkräutern (Saponaria), Flammenblumen (Phlox), Stechäpfeln (Datura), Nachtkerzen (Oenothera), Petunien (Petunia), Nelken (Dianthus), Verbenen (Verbena), Einblütigem Leimkraut (Silene uniflora), Taubenkropf-Leimkraut (Silene vulgaris), Baldrian (Valeriana) und Salbei (Salvia) nachgewiesen. Während ihrer Wanderflüge hat man sie in den Alpen zudem an Westalpen-Klee (Trifolium alpinum), Wollkopf-Kratzdistel (Cirsium eriophorum), Enzianen (Gentiana), Wundklee (Anthyllis), Leimkräutern (Silene) und Primelgewächsen (Primulaceae) beobachtet. Bei Versuchen flogen die Falter rasch violette und blaue Blumenattrappen an, lernten aber schnell auch an weißen Blumen Nektar zu saugen. Die Abfluggeschwindigkeit von den Blüten beträgt zwischen 25 und 45 km/h, während der Wanderflüge schätzt man eine Fluggeschwindigkeit von maximal 70 km/h.

### Wanderflüge, Flug- und Raupenzeiten
Der Linienschwärmer ist ein Wanderfalter, der regelmäßige und weite Wanderungen unternimmt. Insbesondere zahlreiche Falter, die sich südlich der Sahara entwickeln, fliegen Jahr für Jahr Richtung Norden und verstärken nach der Überquerung der Wüste die nordafrikanischen Populationen. Einige wenige von ihnen fliegen auch weiter nach Norden und erreichen so Mitteleuropa oder sogar den Norden Nordeuropas. Diese Einflüge erfolgen aber nicht regelmäßig und in stark schwankenden Individuenzahlen, ebenso wie die Anzahl der zufliegenden Tiere im Mittelmeerraum zum Teil beträchtlich schwankt, da die Art auch zu Massenvermehrungen neigt. So spricht Traub in Ebert zumindest von 1965 bis 1993 in Baden-Württemberg von lediglich einem einzelnen Falterfund im Jahr 1992, wohingegen im extrem starken Jahr 1946 Millionen von Linienschwärmern die Alpen überquerten und weit nach Nordeuropa einflogen. Diese Tiere haben sich vermutlich auf der Iberischen Halbinsel entwickelt, wo die Raupen insbesondere in Andalusien um Jaén in Massen auftraten. Dabei handelte es sich um die Folgegeneration von wiederum zahlreich aus Afrika eingeflogenen Tieren. Zwar sind immer wieder solche Massenauftreten dokumentiert, in einem durchschnittlichen Jahr werden jedoch nur einige wenige Individuen in Mitteleuropa beobachtet.
Die Falter fliegen im Afrika südlich der Sahara ganzjährig in kontinuierlich aufeinander folgenden Generationen. In Nordafrika findet man sie ab Februar (oder früher) bis Oktober, wobei mehrere nicht scharf zu trennende Generationen ausgebildet werden und das Maximum im März oder April liegt. Im Osten Saudi-Arabiens tritt die Art von November bis April in mehreren Generationen auf, das Maximum liegt hier im Januar und Februar. Später im Jahr weichen die Falter bei länger werdenden Tageslichtperioden den bevorstehenden hohen Temperaturen aus und wandern nach Norden. Ihre Eireifung ist durch die längere Tagesdauer verzögert, die Eier reifen während der Wanderung aus und können dann in den kühleren Gebieten, etwa im Mittelmeerraum ab Ende März, abgelegt werden. Noch weiter nördlich setzt die Flugzeit später ein. In Mittel- und Nordeuropa werden einwandernde Tiere meist erst ab Mai oder Juni und dann bis September beobachtet, wobei es sich von Juli bis September einerseits um eine zweite einfliegende Generation, andererseits teilweise auch um Nachkommen der ersten eingewanderten Generation handeln kann. Diese Nachkommen sind aber selten, da Falter von Raupen, die sich bei Tageslängen von 16 Stunden und mehr entwickelt haben, wie es beispielsweise im Mai und Juni im westlichen Mittelmeergebiet um den 40. Breitengrad der Fall ist, nicht fruchtbar sind. Wie auch der Oleanderschwärmer (Daphnis nerii) benötigt der Linienschwärmer für seine Entwicklung Kurztage mit maximal 14 Stunden Licht, da sich ansonsten die Eireifung derart verzögert, dass die Eier nicht mehr zur Entwicklung kommen. Dies ist auch der Grund, warum im Extremjahr 1946 nur sehr wenige Raupenfunde aus Mitteleuropa und weiter nördlich dokumentiert sind. Ob Individuen einer zweiten Generation aus Mitteleuropa erfolgreich wieder in den Süden fliegen können, ist nicht bekannt, den mitteleuropäischen Winter können sie jedoch nicht überleben.
In China fliegt die Art von April bis September, aus Russland ist sie von Anfang Juni bis Anfang August nachgewiesen.
Die Raupen findet man in Afrika ganzjährig, in Mitteleuropa nur im Sommerhalbjahr. In den Halbwüstengebieten Nordafrikas können die Raupen nach regenreichen Wintern oft zu Hunderttausenden angetroffen werden.

### Nahrung der Raupen

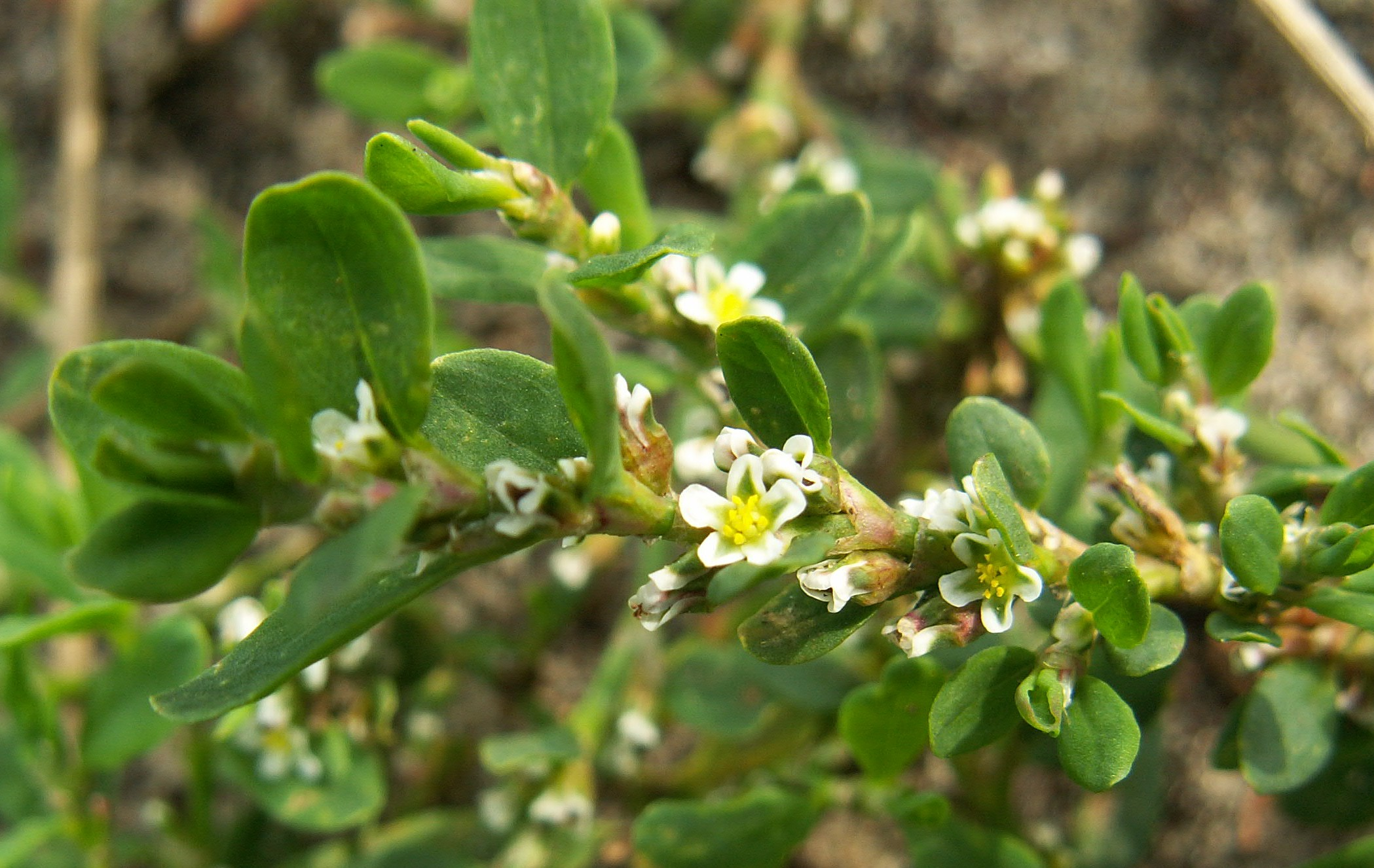
Vogelknöteriche (hier: Echter Vogelknöterich) zählen zu den wichtigsten Nahrungspflanzen der Raupen

Zu den wichtigsten Nahrungspflanzen der Raupen gehören Ampfer (Rumex), Vogelknöteriche (Polygonum) und in Nordafrika und dem Mittleren Osten Affodill (Asphodelus), von denen die Blüten und die Fruchtstände gefressen werden. Die Raupen des Linienschwärmers sind jedoch polyphag und fressen darüber hinaus an einer sehr großen Bandbreite von Pflanzen, wie etwa an Weinreben (Vitis vinifera), Jungfernreben (Parthenocissus), Fuchsien (Fuchsia), Labkräutern (Gallium), Löwenmäulern (Antirrhinum), Wegerich (Plantago), Bohnenähnlichem Jochblatt (Zygophyllum fabago), Stechampfer (Emex spinosa), Pelargonien (Pelargonium), Boerhavia, Rüben (Beta), Spargel (Asparagus), Akazien (Acacia), Leinkräutern (Linaria), Kichererbsen (Cicer), Buchweizen (Fagopyrum), Skabiosen (Scabiosa), Blutweideriche (Lythrum), Ginster (Genista), Mais (Zea mays), Wolfsmilch (Euphorbia), Rhabarber (Rheum), Erdbeeren (Fragaria) und Liguster (Ligustrum). Aus Kleinasien sind die Raupen darüber hinaus auf den Blütenständen von Steppenkerzen (Eremurus) nachgewiesen, in Tunesien und Libyen hat man sie an Olivenbaum (Olea europaea) gefunden, in letzterem Land auch an Weidenblatt-Akazie (Acacia saligna), Eucalyptus resinifera und Eucalyptus rostrata, wobei die an Eukalyptus fressenden Raupen vor der Verpuppung zugrunde gingen. Kommt die Art in Mitteleuropa zur Fortpflanzung, dann werden die Raupen häufig an Echtem Labkraut (Galium verum), Wiesen-Labkraut (Galium mollugo) und Weidenröschen (Epilobium) gefunden, treten aber auch an den meisten oben erwähnten Pflanzen auf.
Die Raupen vertragen in der Regel trotz ihrer polyphagen Lebensweise Nahrungspflanzenwechsel nicht gut und müssen sich während ihrer gesamten Entwicklung von der ursprünglich angewöhnten Nahrungspflanze ernähren.
Insbesondere bei Masseneinwanderungen etwa im Mittelmeerraum können die Raupen des Linienschwärmers an Westlichem Erdbeerbaum (Arbutus unedo), Weinreben, an denen sie sogar die unreifen Früchte fressen, Artischocken (Cynara), Gartensalat (Lactuca sativa), Kartoffel (Solanum tuberosum) und gelegentlich auch an Echtem Buchweizen (Fagopyrum esculentum) als Schädlinge auftreten. Während dieser Massenauftreten können die Raupen bei Nahrungsmangel auch an einer Vielzahl von Pflanzen auftreten, die ansonsten nicht gefressen werden, wie etwa an Baumwolle (Gossypium).

### Paarung und Eiablage
Die Paarung, bei der die Partner, wie bei Schwärmern üblich, mit dem Körper in entgegengesetzte Richtungen am Hinterleib aneinandergekoppelt sind, findet immer vor der Morgendämmerung statt und dauert zwei bis drei Stunden. Die Weibchen legen ihre Eier sowohl an der Ober- wie auch Unterseite der Raupennahrungspflanzen ab. Insgesamt werden 200 bis 300 Eier in Gruppen zu vier oder fünf Stück während eines ausdauernden Fluges über weite Strecken abgelegt.

### Entwicklung
Die Entwicklung des Linienschwärmers ähnelt der des ähnlich verbreiteten und ebenso wandernden Oleanderschwärmers. Nach durchschnittlich vier Tagen schlüpfen die Raupen. Die Raupenzeit wird in der Literatur mit 12 bis 17 Tagen bzw. 40 Tagen unterschiedlich angegeben, wobei sie nicht immer abhängig von der Temperatur ist, jedoch in der Regel bei niedrigeren Temperaturen länger ist. So sind etwa aus der Schweiz Freilandzuchten mit einer Raupenzeit von sogar acht bis neun Wochen dokumentiert. Die Raupen vertragen Temperaturen unter 16 °C nicht und kommen dann nicht mehr zur Verpuppung. Einmal verpuppte Tiere können aber niedrigere Temperaturen um die 6 °C, sogar kurzfristig bis um −13 °C ertragen und schlüpfen dann nach der Unterbrechung ihrer Entwicklung, wenn die Temperaturen allmählich ansteigen. Die Verpuppung erfolgt in einem locker gesponnenen Kokon entweder im Bodenstreu und zwischen abgestorbenem Pflanzenmaterial oder in Grashorsten. Die Puppenruhe dauert zwei bis vier Wochen bzw. ist das Überwinterungsstadium in Gegenden, in denen die Art nicht das ganze Jahr über auftritt. Gelegentlich können die Puppen auch ein Jahr überliegen.
Die Raupen sitzen in allen Stadien beim Fressen relativ frei auf ihren Nahrungspflanzen, wobei sie abwechselnd rasch große Mengen an Nahrung zu sich nehmen und sich sodann längere Zeit auf den Pflanzen exponiert sonnen. Werden die Raupen gestört, lassen sich jüngere Tiere von der Pflanze fallen, wohingegen ältere ihren Oberkörper ruckartig von einer zur anderen Seite bewegen und dabei Nahrungsbrei hochwürgen.

## Spezialisierte Feinde
Bislang sind vier spezialisierte Parasitoide der Raupen des Linienschwärmers bekannt. Dabei handelt es sich im westlichen Verbreitungsgebiet um die Raupenfliegen Drino vicina, Drino imberbis, Nemorilla maculosa und Spoggosia aegyptiaca. Aus dem Osten des Verbreitungsgebietes sind keine Parasitoide bekannt. Die Weibchen dieser Parasitoide legen ihre Eier auf den Raupen ab, in denen sich dann die geschlüpften Larven entwickeln. Die Verpuppung findet in der Regel an der Außenseite der bis dahin abgestorbenen Raupen statt.

## Taxonomie und Systematik
Eugen Johann Christoph Esper beschrieb den Linienschwärmer 1780 anhand eines in Italien bei Livorno gefundenen Exemplars als Sphinx livornica. Jacob Hübner stellte die Art 1819 in die von ihm neu aufgestellte Gattung Hyles, der die Art heute noch zugerechnet wird.
Bis ins 20. Jahrhundert wurde Hyles livornica als konspezifisch mit dem amerikanischen Hyles lineata angesehen und ist deshalb unter diesem Namen (oder als Celerio lineata ssp. livornica) in der älteren Literatur zu finden. Gleichartig verhielt es sich mit dem mittlerweile ebenso als eigene Art geführten Hyles livornicoides, der in Australien verbreitet ist. Die drei Arten haben eine sehr ähnliche Färbung und Musterung, was sie von den übrigen Arten der Gattung abgrenzt und weswegen man sie auch nach der Aufgliederung in drei eigenständige Arten als nahe verwandt ansah, zumal mindestens zwei von ihnen leicht miteinander hybridisiert werden können. mtDNA-Untersuchungen haben jedoch gezeigt, dass die Arten keineswegs sehr nahe miteinander verwandt sind. Hyles lineata steht sehr wahrscheinlich in einem Schwestergruppenverhältnis zu allen übrigen Arten der Gattung Hyles. Die Verwandtschaftsverhältnisse von H. livornica und H. livornicoides sind zwar noch nicht ausreichend sicher erforscht, es wird jedoch vermutet, dass H. livornica in einem Schwestergruppenverhältnis zu einer Gruppe bestehend aus Hyles vespertillio und den Arten des Hyles-euphorbiae-Komplex im weiteren Sinne (s. l.) steht.
Bei den paläarktisch verbreiteten Arten der Gattung Hyles ergeben sich dadurch folgende Verwandtschaftsverhältnisse:
|  | Hyles nicaea |
|  |              |
|  | Hyles gallii |
|  |              |

|  | Hyles livornica                                                                      |
|  |                                                                                      |
|  | \| \| Hyles vespertilio \| \| \| \| \| \| Hyles-euphorbiae-Komplex s. l. \| \| \| \| |
|  |                                                                                      |
|  | Hyles vespertilio                                                                    |
|  |                                                                                      |
|  | Hyles-euphorbiae-Komplex s. l.                                                       |
|  |                                                                                      |

|  | Hyles vespertilio              |
|  |                                |
|  | Hyles-euphorbiae-Komplex s. l. |
|  |                                |

|  | Hyles nicaea |
|  |              |
|  | Hyles gallii |
|  |              |

|  | Hyles livornica                                                                      |
|  |                                                                                      |
|  | \| \| Hyles vespertilio \| \| \| \| \| \| Hyles-euphorbiae-Komplex s. l. \| \| \| \| |
|  |                                                                                      |
|  | Hyles vespertilio                                                                    |
|  |                                                                                      |
|  | Hyles-euphorbiae-Komplex s. l.                                                       |
|  |                                                                                      |

|  | Hyles vespertilio              |
|  |                                |
|  | Hyles-euphorbiae-Komplex s. l. |
|  |                                |

Anhand der DNA-Untersuchungen gilt als gesichert, dass H. livornica in seiner gesamten afro-paläarktischen Verbreitung eine genetische und taxonomische Einheit bildet. Dies führt auch dazu, dass der Artrang von H. malgassica aus Namibia, Südafrika und Madagaskar nicht aufrechterhalten werden kann, sondern es sich bei dieser Gruppe ebenso um Vertreter von H. livornica handelt. Gleich verhält es sich mit der Population der Kapverdischen Inseln, bei welcher anhand von Untersuchungen auf der Hauptinsel Santiago nachgewiesen wurde, dass die wenn auch kleineren und blasser gefärbten Tiere sich genetisch nicht von den übrigen Individuen von Hyles livornica unterscheiden. Es sind keine Unterarten von Hyles lineata beschrieben.

### Synonyme
- Sphinx livornica Esper, 1780[8]
- Phinx koechlini Fuessly, 1781 Arch. Insektengeschichte 1: 1[7]
- Celerio malgassica Denso 1944[8]
- Celerio saharae Gehlen, 1932[8]
- Celerio tatsienluica Oberthür, 1916[8]
- Celerio lineata saharae Stauder, 1921 Dt. ent. Z. Iris 35: 179[7]

## Gefährdung
Aufgrund seiner weiten Verbreitung und Häufigkeit ist der Linienschwärmer nicht gefährdet. Als Wanderfalter wird er in Mitteleuropa in den Roten Listen gefährdeter Arten meist nicht geführt, in Deutschland ist er als Wanderfalter gelistet und als ungefährdet eingestuft. Die Art ist in der Bundesartenschutzverordnung (BArtSchV) nicht erfasst.